# Iris foetidissima
Iris foetidissima (півники смердючі) — вид квіткових рослин родини півникові (Iridaceae).

## Опис

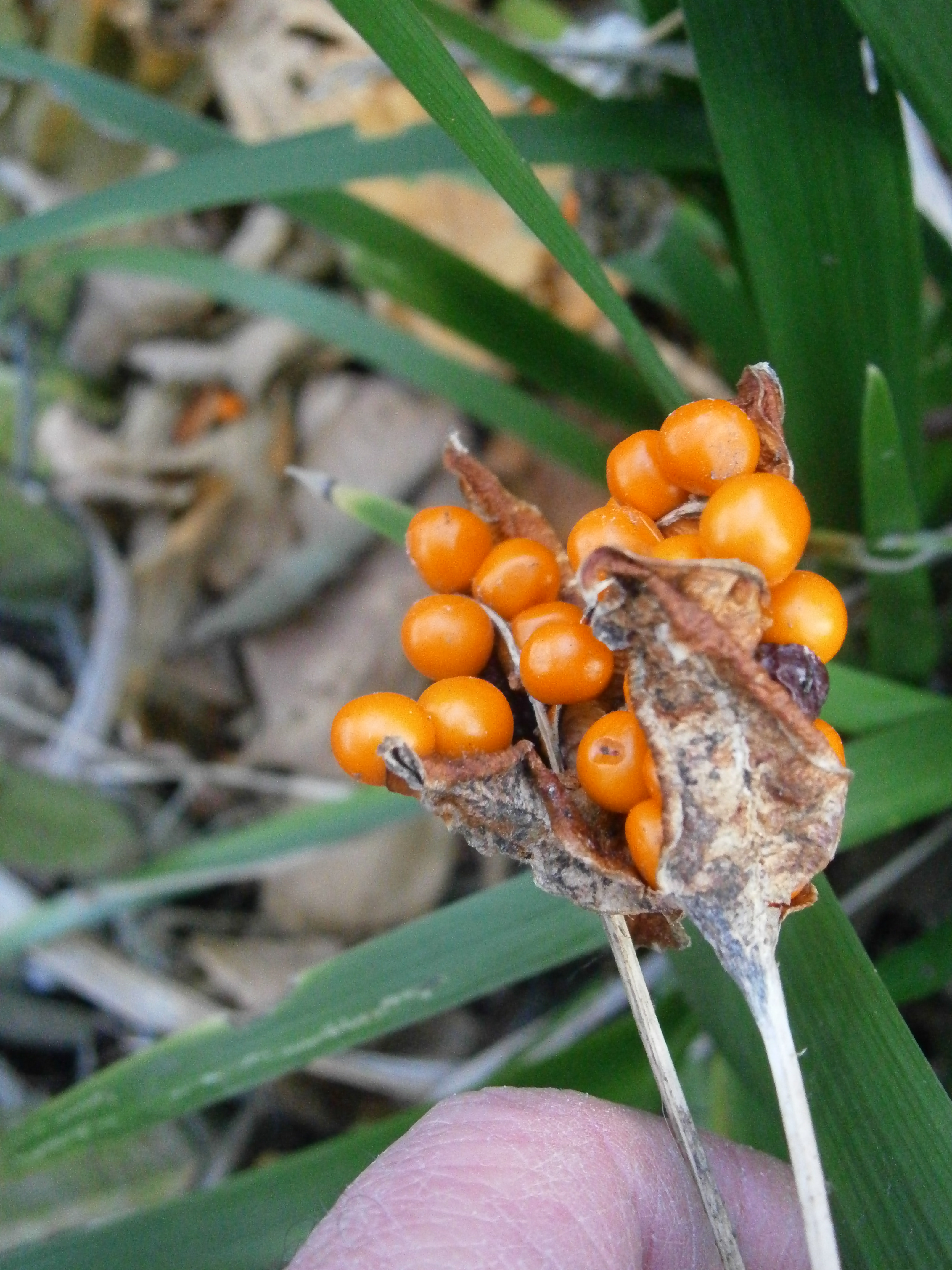
Фрукти

Рослина багаторічна з товстим кореневищем. Листя вічнозелене, темно-зелене, блискучі, 10-20 см завдовжки і шириною 2-4 см. Квіти без запаху з'являються в групах до 3 на кінці пагона 30-40 см. Вони великі й блідо-блакитні чи блідо-фіолетові. Звужені основи пелюсток темно-жовті. Плоди яйцевиді капсули завдовжки 5-8 см, які залишаються на рослині протягом всієї зими, і які відкриваються, виявляючи яскраве червоно-оранжеве насіння. Квітне з березня по травень. Рослина виділяє неприємний запах, якщо її порізати чи ударити.

## Поширення
Природне поширення: Африка: Алжир, Марокко. Європа: Італія [вкл. Сардинія, Сицилія], Франція [вкл. Корсика]; Португалія, Гібралтар, Іспанія. Непевне походження: Велика Британія. Натуралізований: Туреччина, Австралія — Тасманія, Нова Зеландія, Ірландія, Швейцарія. Рослина поширена у рідколіссі, галерейному лісі й на сухих вапнякових схилах. Росте на добре дренованому ґрунті.

## Використання
Кореневище і насіння використовують у відварі як проносний і сечогінний засіб. Вид представлений в етноботанічних садах. Ця рослина культивується в садах в помірних зонах.